# Kansai Paint
Pour les articles homonymes, voir Alesco.
Kansai Paint Co.,Ltd. (関西ペイント株式会社, Kansai Peinto Kabushiki-gaisha) est une entreprise de produits chimiques d'Osaka (Japon) dont les principaux produits sont les revêtements pour les automobiles, l'industrie et la décoration.
La société utilise ALESCO comme marque d'entreprise depuis juin 1987.
Elle est l'un des dix premiers fabricants de peinture avec des sites de production dans plus de 43 pays à travers le monde.
Kansai Paint est un membre du keiretsu Mitsubishi UFJ Financial Group (MUFJ).

## Produits
- Revêtements automobiles
- Revêtements industriels
- Revêtements décoratifs
- Revêtements de protection
- Revêtements pour les bateaux
- Revêtements pour utilisation personnelle

## Parrainage
En janvier 2013, la société a signé un contrat de sponsoring avec le club de football Manchester United.